# فریدل سپا
فریدل سپا (آلمانی: Friedl Czepa؛ ۳ سپتامبر ۱۸۹۸ – ۲۲ ژوئن ۱۹۷۳) بازیگر اهل اتریش بود. همچون اسکار سیما و لنی ریفنشتال، او نیز از هواداران حزب ناسیونال سوسیالیست کارگران آلمان بود.
از فیلم‌ها یا برنامه‌های تلویزیونی که وی در آن نقش داشته است می‌توان به اپیزود و سپاسگزار، بانو اشاره کرد.